# Brasil nos Jogos Pan-Americanos de 1951
O Brasil competiu nos Jogos Pan-Americanos de 1951 em Buenos Aires, na Argentina.